# Luis Enrique Galdames
Luis Enrique Galdames Sandoval, (San Antonio, 6 de octubre de 1965) es un músico chileno.

## Biografía
Nació en la ciudad de San Antonio (Chile).
En 1994 se une al grupo Illapu, para dedicarse a los instrumentos de viento como quenas, zampoñas, flauta traversa y principalmente los saxos alto y soprano. Con ellos graba el videoclip de la canción "Volarás", del disco En estos días.
En 1995 graba con Illapu el álbum Multitudes, marcando fuertemente su presencia con su saxo. 
En 1998 graba con el grupo el álbum Morena esperanza, en donde por primera vez introduce un tema escrito y compuesto por él, titulado "El loco del puerto", el cual fue sencillo con un vídeoclip que resultó premiado por la Asociación de Periodistas de Espectáculos como "Mejor Videoclip". La canción era un reggae interpretado con instrumentos folclóricos, el cual trataba de un personaje típico de los puertos chilenos, "el loco del puerto", al cual quiso homenajear.
En 2000 lanza con el grupo el álbum en vivo Momentos vividos. Posteriormente, en 2002 lanzan el disco homónimo Illapu.
En mayo del 2003 se radica junto a la banda en Ciudad de México, pero en octubre decide volver a Santiago de Chile con Cristián Márquez para dedicarse a su nueva banda Zinatel, dejando así a Illapu. A partir de estos días comienza a trabajar con su nueva banda en componer canciones, terminando así en el 2005 su primer disco titulado El futuro lo sabrá.
En el año 2007, Luis Enrique está de vuelta nuevamente en Illapu y al poco tiempo de reintegrado, destaca en los conciertos de los teatros Oriente y Cariola, a partir de los cuales graban y lanzan el DVD "Illapu Vivo". Para el disco  "Con sentido y razón", aporta con el tema "Mi niña Golondrina", adaptación de un poema de Gabriela Mistral, grabado años atrás cuando junto a Cristian se encontraba en Zinatel.

## Especialidades
Ejecuta muchos instrumentos de viento como saxofón alto, saxofón soprano, mohoceño, quena, quenacho, zampoña, tarka, flauta traversa, y didgeridoo; también ejecuta algunos instrumentos de cuerda como guitarra, cuatro, charango, tiple y mandolina. También destaca su voz en temas como "Mi niña golondrina" y "El loco del puerto".

## Discografía
Con Illapu:
- Multitudes - 1995
- Morena esperanza - 1998
- Momentos vividos - 2000
- Ojos de niños - 2002
- Con sentido y razón - 2014

Con Zinatel:
- El futuro lo sabrá - 2005

‘’ Luis Enrique Galdames (Solista):’’
- ’’ Canturía de mi sangre - 2019